# Wait till You See Her
Wait till You See Her is een studioalbum dat John Abercrombie met zijn kwartet opnam voor ECM Records. De laatste jaren lijkt het wel of Abercrombie zijn albums om en om laat distribueren door het Duitse platenlabel. Het hieronder genoemde trio speelde al sinds 1998 met elkaar en raakte gedurende de loop der jaren steeds meer op elkaar ingespeeld. De muziek is ingetogen jazz, sommigen horen er ook fusion en of jazzrock in. Door de toevoeging van de vioolstem krijgt het af en toe een folky inslag, dan wel een klassiek karakter. Nieuw in het kwartet is de bassist Thomas Morgan. Opnamen vonden plaats in de Avatar Studio in New York. 
Het album werd tevens vermeld op Progarchives, een site voor liefhebbers van de progressieve rock. Dat wijst op een misverstand, sommige muziekalbums van Abercrombie uit het verleden leunden tegen die stijl aan, maar niet dit album. Voor liefhebbers van gitaarmuziek in het algemeen, bleef Abercrombie een aanrader.

## Musici
- John Abercrombie – gitaar
- Mark Feldman – viool
- Thomas Morgan – contrabas
- Joey Baron – slagwerk

## Tracklist
Allen van Abercrombie, deel improvisatie, tenzij aangegeven:

| Nr. | Titel                                               | Duur |
| --- | --------------------------------------------------- | ---- |
| 1.  | Sad Song                                            | 7:13 |
| 2.  | Line-Up                                             | 7;16 |
| 3.  | Wait till You See Her (Richard Rogers/Lorentz Hart) | 5:40 |
| 4.  | Trio                                                | 6:10 |
| 5.  | I've Overlooked before                              | 7:28 |
| 6.  | Anniversary Waltz                                   | 9:25 |
| 7.  | Out of Towner                                       | 6:11 |
| 8.  | Chic of Araby                                       | 8:22 |